# Полночь

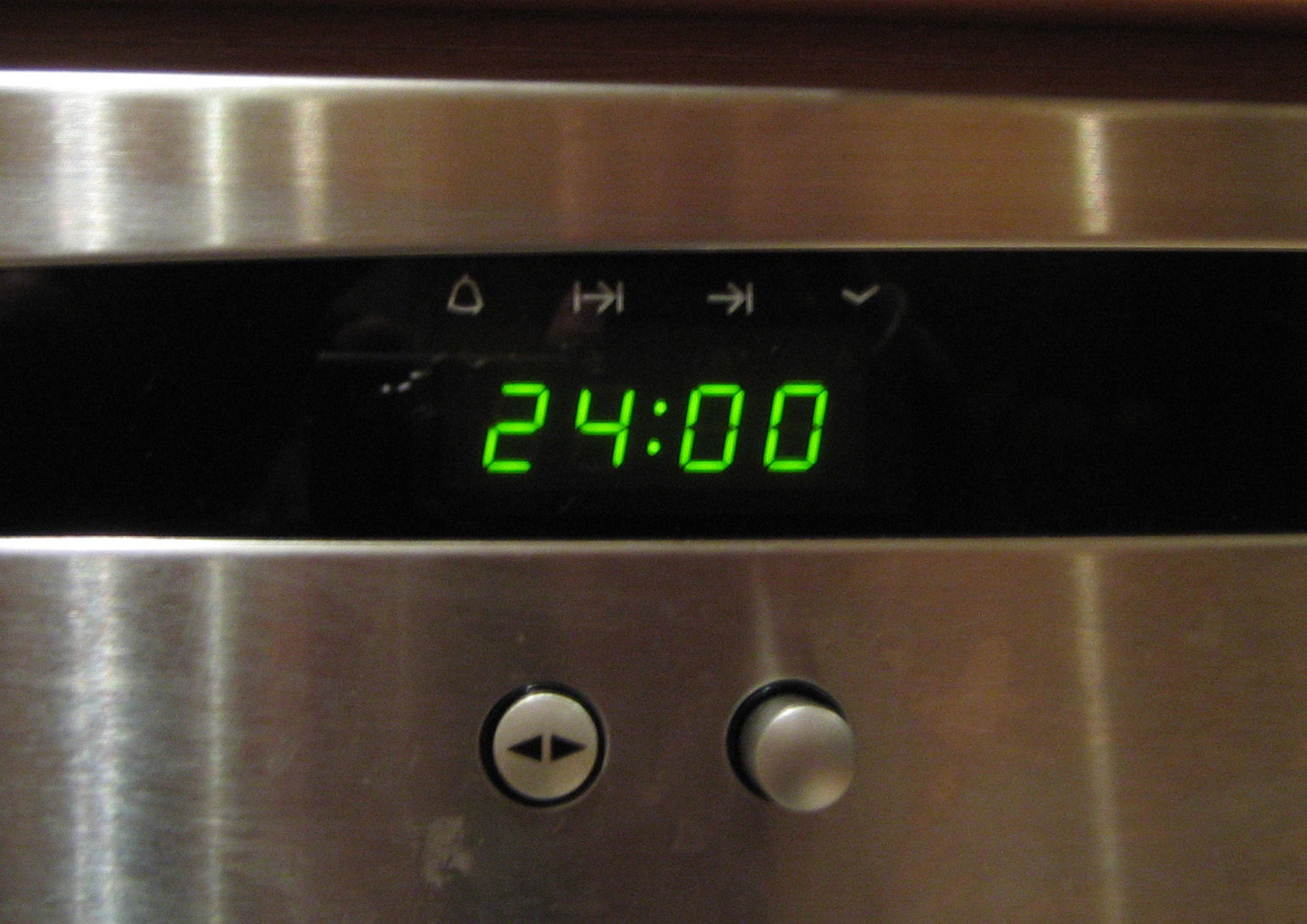
Один из способов отображения полуночи на цифровых часах

По́лночь изначально — момент времени в середине ночи, между заходом и восходом солнца (середина ночи), момент нижней кульминации Солнца — астрономическая полночь.
Также принято называть «полночью» момент времени, когда часы показывают 00:00 (иногда 24:00) по официальному местному времени, хотя астрономическая полночь может наступать и раньше, и позже 00:00.

## Астрономическая полночь
Астрономическая полночь — момент нижней кульминации Солнца. По причине того, что Земля движется вокруг Солнца по эллиптической орбите, и ось её вращения отклонена от перпендикуляра к плоскости орбиты, момент времени астрономической полночи изменяется в течение года в пределах приблизительно ±15 минут от среднего значения (см. солнечные сутки и уравнение времени). Таким образом, используются понятия:
- истинная полночь — момент нижней кульминации видимого суточного движения Солнца;
- средняя полночь — момент нижней кульминации так называемого «среднего Солнца», фиктивной точки, равномерно движущейся по небесному экватору с такой скоростью, что в своём годичном движении она всегда одновременно с истинным Солнцем проходит через точку весеннего равноденствия.

## Полночь по официальному времени
По мере распространения устройств для отображения времени суток — часов, «полночью» также стал называться определённый момент времени по часам. С введением в 1920-х годах понятия «гражданское время» полночь — это начало суток, 00:00 по официально установленному местному времени. Однако принятая таким образом полночь может значительно отличаться по времени от астрономической полночи.
В системе часовых поясов максимальное теоретическое отклонение средней астрономической полночи от принятого момента времени 00:00 составляет ±30 минут. В действительности разница между показаниями часов 00:00 и временем наступления средней астрономической полночи может значительно превышать теоретическое отклонение и составлять 1 час и более, в зависимости от конфигурации часовых поясов (часовых зон) и возможного в ряде стран перевода часов на летнее время.